# هولست، هلند
هولست، هلند (به هلندی: Holset) یک روستا در هلند است که در Vaals واقع شده‌است. هولست ۱۶۰ نفر جمعیت دارد.